# Alte Maße und Gewichte (Hessen)
Alte Maße und Gewichte gab es vor der Einführung des metrischen Systems bis 1871 im Großherzogtum Hessen, bis ins 19. Jahrhundert im Kurfürstentum Hessen sowie in der Freien Stadt Frankfurt.

## Großherzogtum Hessen
Am 10. Dezember 1817 wurde im Großherzogtum Hessen ein neues Maß- und Gewichtssystem gesetzlich beschlossen und 1821 eingeführt. Das Gesetz definierte die bisherigen Einheiten (Fuß, Maß, Malter und Pfund) analog zu den damals gültigen Versionen des französisch metrischen Systems anhand der Länge des Erdmeridianquadranten und der Dichte von Wasser bei seiner größten Dichte neu. Daher sind die unten aufgeführten Umrechnungsfaktoren exakt.
Das Medizinalgewicht – es galt das sogenannte Nürnberger Gewicht – sollte entsprechend einem Gesetz vom Mai 1829 bis auf weiteres gültig bleiben, obwohl man den Mangel an Einheitlichkeit beklagte.

### Längen
Das Längenmaß baute auf dem Zoll auf, das als der „vierhundertmillionste Theil des Erdmeridianquadranten“ definiert wurde. Diese Definition implizierte ein Verhältnis von 1 Meter = 40 Zoll
| Linie      | 1/10 Zoll      | 0,0025 m= 2,5 mm                         |
| Zoll       | (Basiseinheit) | 0,025 m = 2,5 cm                         |
| Dezimalfuß | 10 Zoll        | = 0,25 m                                 |
| Werkfuß    | 12 Zoll        | = 0,3 m                                  |
| Elle       | 24 Zoll        | = 0,6 m                                  |
| Klafter    | 100 Zoll       | = 2,5 m                                  |
| Meile      |                | = 7500 m = 7,5 km (1818, Neue Postmeile) |

- Alte Postmeile = 33 810 bayer. Fuß ≈ 9867,75 m ≈ 9,868 km

### Flächen
Für die Flächenmaße galt
| Quadratzoll    | (Basiseinheit)       | = 6,25 cm²  |
| Quadratfuß     | = 100 Quadratzoll    | = 0,0625 m² |
| Quadratklafter | = 100 Quadratfuß     | = 6,25 m²   |
| Viertel        | = 100 Quadratklafter | = 625 m²    |
| Morgen         | = 4 Viertel          | = 0,25 ha   |

### Volumen
Grundlage für die Hohlmaße bildete das Kubikzoll sowie analoge Ableitungen. Darauf aufbauende Hohlmaße erhielten andere Namen je nachdem ob sie für Flüssigkeiten über Schüttgüter verwendet wurden.
| Kubikzoll    | (Basiseinheit)   | = 15,625 ml |
| Kubikfuß     | = 1000 Kubikzoll | = 15,625 l  |
| Kubikklafter | = 1000 Kubikfuß  | = 156,25 hl |

| Schoppen | = 32 Kubikzoll | = 0,5 l = 500 ml |
| Maß      | = 4 Schoppen   | = 2 l            |
| Viertel  | = 4 Maß        | = 8 l            |
| Ohm      | = 20 Viertel   | 160 l = 1,6 hl   |

| Mäßchen  | = 32 Kubikzoll | = 0,5 l    |                |
| Gescheid | = 4 Mäßchen    | = 2 l      |                |
| Kumpf    | = 4 Gescheid   | = 8 l      |                |
| Simmer   | = 4 Kumpf      | = 32 l     |                |
| Malter   | 4 Simmer       | = 128,01 l | = 128 l (1818) |

### Gewichte
Das Gewichtssystem baute auf dem Loth auf das als das Gewicht eines Kubikzolls Wasser bei seiner größten Dichte definiert war. Daraus ergab sich für das Pfund der später in ganz Deutschland übliche Wert von exakt 500 g.
| Quentchen | = ¼ Loth     | = 3,90625 g             |
| Loth      | = 1/32 Pfund | = 15,625 g              |
| Pfund     | (Basisgröße) | = 500 g = 0,5 kg (1821) |
| Zentner   | = 100 Pfund  | = 50 kg                 |

## Kurfürstentum Hessen
Bis mindestens Mitte des 19. Jahrhunderts gab es im Kurfürstentum Hessen kein einheitliches Maß- und Gewichtssystem.

## Freie Stadt Frankfurt am Main
In der Freien Stadt Frankfurt waren 1830 folgende Maßeinheiten gebräuchlich:
| Frankfurter Einheit                       | Unterteilung                                                              | Metrische Einheit   | Etalon                                      |
| ----------------------------------------- | ------------------------------------------------------------------------- | ------------------- | ------------------------------------------- |
| 1 Werkschuh (Fuß)                         | 12 Zoll = 144 Linien                                                      | 0,2846 Meter        | Messingnormal, 1777                         |
| 1 Elle                                    | Halbe, Viertel, Achtel usw.                                               | 0,5473 Meter        | Messingnormal, 1778                         |
| 1 Außenstädtische Feldrute                | 12,5 Werkschuh = 10 Feldschuh = 100 Feldzoll                              | 3,5576 Meter        | Kein                                        |
| 1 Außenstädtische Waldrute                | 10 Waldfuß = 100 Waldzoll = 1000 Waldlinien = 15,8489 Werkschuh           | 4,511 Meter         | Messing, 1801                               |
| 1 Feldmorgen                              | 160 Quadratfeldruten = 25.000 Quadratschuh                                | 2025 Quadratmeter   |                                             |
| 1 Waldmorgen                              | 160 Quadratwaldruten = 40.190 Quadratschuh                                | 3255,5 Quadratmeter |                                             |
| 1 Hufe oder Hube                          | 30 Feldmorgen                                                             | 60.751 Quadratmeter |                                             |
| 1 Kubikrute                               | 1953,125 Kubikschuh                                                       | 45,028 Kubikmeter   |                                             |
| 1 Ohm                                     | 20 Viertel = 80 Eichmaß = 90 Schenkmaß oder Zapfmaß = 320 Schoppen        | 143,43 Liter        | Eichmaß und Schenkmaß, aus Messing gegossen |
| 1 Malter oder Achtel                      | 4 Simmer = 8 Mesten = 16 Sechter = 64 Gescheid = 64 Eichmaß = 256 Mäßchen | 114,74 Liter        | Kupfernormale, 1806                         |
| 1 schweres Pfund (Handelspfund, en gros)  | Halbe, Viertel, Achtel usw.                                               | 505,296 Gramm       |                                             |
| 1 leichtes Pfund (Krämerpfund, en detail) | 2 Mark = 16 Unzen = 32 Lot = 128 Quentchen = 256 Pfennig                  | 467,867 Gramm       | augsburgische kölnische Mark, Messing, 1761 |
| 1 Zentner                                 | 100 schwere Pfund = 108 leichte Pfund                                     | 50,53 Kilogramm     |                                             |

Die älteste systematische Zusammenstellung von Maßen und Gewichten findet sich bereits in der Frankfurter Reformation.